# Norman Bean
Norman Bean (* 12. November 1925 in La Crosse, Wisconsin) ist ein US-amerikanischer Kameramann und Dokumentarfilmer. 

## Leben
Bean wuchs auf einer Wildfarm auf und diente im Zweiten Weltkrieg beim United States Army Air Corps. Nach dem Abschluss zum Bachelor of Arts, war er zwölf Jahre Highschool-Lehrer für Biologie im Vereinigten Schulbezirk von Los Angeles.
Ab 1953 begann er als professioneller Filmemacher zu arbeiten. So drehte er Material für vier Filme der Serie Coco des Studios Pathway Productions. Während er kurze Lehrfilme drehte, setzte er seine Lehrtätigkeit fort. 1960 begann seine Zusammenarbeit mit Paul Burnford und der Produktionsfirma Film Associates (später BFA Educational Media). Er experimentierte mit Nahaufnahmen von Insekten, die vor dem Dreh gekühlt wurden, was ihren Stoffwechsel verlangsamte und sie somit am Wegfliegen oder Springen hinderte. Dadurch gelangen Bean detaillierte Aufnahmen von sich bewegenden Körperteilen, wie 1978 in Spiders: Backyard Science. Im Film Frogs: An Investigation (1972) nutzte er die Zeitlupentechnik, um das Hervorschnellen der Zunge beim Insektenfang hervorzuheben.
Zusätzlich zu seiner Arbeit für die BFA drehte Bean Filme für CBS, Encyclopaedia Britannica, McGraw-Hill, Aims Media, die San Pasqual Academy, National Geographic Society, Sutherland und Rampart Productions. Er produzierte auch sechs Reisefilme über Alaska, den Glacier National Park, die Bahamas, den Amazonas, Mexiko und die kanadischen Küstengebiete sowie vier Filmreihen über elementare Lernfähigkeiten.
Beans Filmographie umfasst über 100 Lehrfilme, die sich vor allem an junge Schüler richten, darunter achtzehn Filme in englischer Sprache, die in Zusammenarbeit mit seiner ehemaligen Frau Marjorie Bean entstanden sind. Die Großproduktion Die Paarungen der Tiere aus dem Jahr 1974 verwendete Insektenaufnahmen von Bean.

## Filmographie (Auswahl)
- Farm Babies and their Mothers, 1954
- Bahama Cruise, 1961
- Amazon: Life Along the River in Peru, 1962
- Animals See in Many Ways, 1962
- Animals Breathe in Many Ways, 1963
- Flies and Mosquitoes: their Life Cycle and Control, 1964
- Insects That Help Us, 1965
- Insect Metamorphosis: Backyard Science, 1966
- Crickets: Backyard Science, 1967
- Frogs: An Investigation, 1972
- Die Paarungen der Tiere (Birds Do It, Bees Do It), 1974
- Spiders: Backyard Science, 1978
- Plants of the Sea, 1980
- Geoffrey’s Animal Alphabet, 1985